# BALLView
BALLView – graficzny program do modelowania molekularnego. Jest dostępny na zasadach GPL dla Linuksa i innych systemów operacyjnych. Pełni też funkcję otwartego środowiska wizualizacyjno-programowego.